# Paulo Castagna
Paulo Augusto Castagna (São Paulo, 1 de dezembro de 1959) é um musicólogo brasileiro, com produção em musicologia histórica, arquivologia musical e edição musical, responsável por projetos musicológicos nos estados de São Paulo e Minas Gerais, particularmente no Museu da Música de Mariana.

## Trajetória
Graduou-se em Biologia (1982) e em Música (1987) na Universidade de São Paulo (USP), especializando-se em musicologia histórica no mestrado da Escola de Comunicações e Artes (ECA) da USP (2000), no doutorado (2000) da Faculdade de Filosofia, Letras e Ciências Humanas (FFLCH) da USP e em estágio pós-doutoral na Universidad de Jaén (Espanha). Foi bolsista do CNPq (1985), da FUNARTE (1988-1989), da FAPESP (1986-1987 e 1989-1991) e da Fundação Vitae (2001-2002). É docente e pesquisador do Instituto de Artes da Universidade Estadual Paulista (UNESP) desde 1994, colaborador do Museu da Música de Mariana desde 2001 e pesquisador do CNPq desde 2007.

## Produção

### Eventos científicos
Idealizou e coordenou, com Elisabeth Seraphim Prosser e Lutero Rodrigues, os Simpósios Latino-Americanos de Musicologia da Fundação Cultural de Curitiba (Curitiba, 1997-2001), idealizando e coordenando o Encontro de Músicos e Musicólogos do Itaú Cultural (São Paulo, 2000) e o I Colóquio Brasileiro de Arquivologia e Edição Musical (Museu da Música de Mariana, 2003), o primeiro evento latino-americano do gênero, realizado pela Coordenadoria de Cultura e Artes da UNI-BH, Secretaria de Cultura de Minas Gerais e Fundação Cultural e Educacional da Arquidiocese de Mariana (Fundarq). Coordenou as edições de 2000-2008 dos Encontros de Musicologia Histórica do Centro Cultural Pró-Música da Universidade Federal de Juiz de Fora e o XXIV Congresso da Associação Nacional de Pesquisa e Pós-Graduação em Música (ANPPOM), na UNESP de São Paulo. Participou de cerca de 70 encontros de musicologia na América Latina, Europa e Estados Unidos.

### Pesquisas musicológicas
Produziu coletâneas de partituras, encartes de CDs, pesquisas para gravações em áudio e vídeo, cerca de 40 artigos em periódicos, cerca de 40 comunicações em eventos científicos e 15 capítulos de livros nos campos da musicologia histórica, arquivologia musical e edição musical, a quase totalidade disponível online, principalmente nos portais Internet Archive e Academia.edu, além de estar relacionada na Plataforma Lattes e em seu próprio website. Destacam-se os estudos sobre sobre a prática e produção musical no Brasil desde o século XVI, sobre o patrimônio arquivístico-musical de Minas Gerais e de São Paulo - especialmente da cidade de São Paulo e do Vale do Paraíba - sobre a música sacra e sobre a música brasileira para violão na primeira metade do século XX. Entre os músicos pesquisados por esse autor estão os compositores mineiros Florêncio José Ferreira Coutinho e João de Deus de Castro Lobo, o violonista brasileiro Américo Jacomino (Canhoto) e o violeiro português Domingos Ferreira (1709-1771).

### Edição musical
Foi o coordenador musicológico do projeto Acervo da Música Brasileira / Restauração e Difusão de Partituras (AMB), da Fundação Cultural e Educacional da Arquidiocese de Mariana (FUNDARQ), Petrobras e Santa Rosa Bureau Cultural (que resultou na edição de 9 volumes de partituras e de 9 CDs, com música sacra brasileira dos séculos XVIII e XIX), e do projeto Patrimônio Arquivístico-Musical Mineiro (PAMM), da Secretaria de Cultura de Minas Gerais, que publicou 6 volumes de partituras de música sacra, música de salão e música orquestral mineira, do final do século XVIII ao início do século XX. Publicou ou teve gravadas partituras avulsas de composições brasileiras dos séculos XVIII e XIX, disponíveis no International Music Score Library Project / Petrucci Music Library (IMSLP).